# Sin miedo (álbum de Soraya Arnelas)
Sin miedo es el cuarto disco de Soraya. Según sus propias palabras, este disco es en el que más se ha implicado y el que más se acerca a su estilo: pop-dance en español. Además por primera vez podemos ver a Soraya firmando una de las canciones del álbum, "Give Me Your Love". 
El álbum se compone de 10 temas inéditos y 2 versiones: "Rebound" del grupo alemán Monrose y "Love Is All Around" de la cantante sueca Agnes.
El sencillo con el que lo presentó fue el que da título al álbum: "Sin miedo".
El segundo sencillo, La noche es para mí, fue elegida como la representante de España en el Festival de la Canción de Eurovisión 2009. Consiguió además llegar al n.º 9 en la lista de PROMUSICAE, siendo la mejor posición de un sencillo de Soraya hasta la fecha.
El tercer sencillo es "Caminaré", cantada a dúo con Kate Ryan.
El álbum está producido por DJ Sammy y los hermanos Ten.

## Lista de canciones
| Sin Miedo |                                                                          |          |  |
| N.º       | Título                                                                   | Duración |  |
| 1.        | «Sin miedo»                                                              | 03:55    |  |
| 2.        | «Para ti»                                                                | 03:55    |  |
| 3.        | «No siento»                                                              | 03:43    |  |
| 4.        | «Duele»                                                                  | 03:29    |  |
| 5.        | «La noche es para mi» (Representante española Eurovisión 2009)           | 02:59    |  |
| 6.        | «Caminaré» (con Kate Ryan)                                               | 03:29    |  |
| 7.        | «Piel contra piel»                                                       | 04:05    |  |
| 8.        | «Give me your love»                                                      | 03:40    |  |
| 9.        | «Uno en un millón»                                                       | 03:16    |  |
| 10.       | «Ángel caído»                                                            | 04:22    |  |
| 11.       | «Rebound»                                                                | 03:39    |  |
| 12.       | «Love is all around»                                                     | 03:21    |  |
| 13.       | «La noche es para mi (Edición de lujo)» (Deep Central Remix)             | 03:22    |  |
| 14.       | «Hasta el final (Edición de lujo)» (Tema del concurso: "Fama, a bailar") | 04:10    |  |
| 43:53     |                                                                          |          |  |

## Sencillos
- 1. "Sin miedo"
- 2. "La noche es para mí"
- 3. "Caminaré (con Kate Ryan)"

## Listas

### Semanales
| País   | Lista           | Primera semana | Posición de ingreso | Mejor posición | Semanas en la mejor posición | Semanas en lista | Última semana |
| ------ | --------------- | -------------- | ------------------- | -------------- | ---------------------------- | ---------------- | ------------- |
| Europa |                 |                |                     |                |                              |                  |               |
| España | Top 100 álbumes | 19/10/2008     | 21                  | 21             | 1                            | 22               | 7/6/2009      |